# Dmitri Petrovitch Boutourline
Pour les articles homonymes, voir Boutourline.
Dmitri Petrovitch Boutourline (Saint-Pétersbourg, 11 mai 1790 - Saint-Pétersbourg, 21 octobre 1849) est un général, homme politique et historien russe.

## Biographie
Il participe à de nombreuses campagnes des guerres napoléoniennes en tant qu'aide de camp du prince Piotr Mikhaïlovitch Volkonski et d'Alexandre Ier de Russie.
En 1823, il se rend en France pour prendre part à l'expédition d'Espagne et se distingue à la bataille du Trocadéro.
Il prend sa retraite après la guerre russo-turque de 1828-1829 avec le grade de major-général, mais est rappelé au service actif à l'occasion de la révolte hongroise de 1848.
Après avoir abandonné sa carrière militaire, Boutourline est nommé membre du Sénat dirigeant en 1833, du Conseil d'État en 1840 et directeur de la Bibliothèque publique impériale en 1843. Au cours de la dernière année de sa vie, il a dirigé le Comité Boutourline, un organe de super-censure secrète qui a supervisé tous les censeurs réguliers. Le Comité a été démantelé au début du règne d'Alexandre II de Russie.
En tant qu'historien, Boutourline décrit en détail les grandes guerres du règne de Catherine II et la Guerre patriotique de 1812. Plusieurs de ses œuvres sont en français.

## Œuvres
- Relation de la campagne de 1799 en Italie (en français, 1810)
- Tableau de la campagne de 1813 en Allemagne (en français, 1815)
- Événements militaires de la dernière guerre en Espagne (en français, 1817)
- Campagne de Napoléon en Russie (en russe, 1820)
- Histoire des campagnes des Russes au XVIIIe siècle (4 vol. En russe, 1820)
- Histoire militaire de la campagne de Russie. Paris et Petersbourg, 1824. (2 vol. in-8, en français)
- Histoire des malheurs de la Russie au début du XVIIe siècle (2 vol. En russe, 1839)

## Sources
- (ru) Cet article est partiellement ou en totalité issu de l’article de Wikipédia en russe intitulé « Бутурлин, Дмитрий Петрович (1790) » (voir la liste des auteurs).